# Гавелкайнд
Гавелкайнд — система землекористування, що застосовувалась, в основному, у графстві Кент, але зустрічалась й у інших частинах Англії. Імовірно, мала давньогерманське походження.
У Великій Британії цю систему було скасовано у 1925 році.

## Гавелкайнд у графстві Кент
Особливості користування землями у системі Гавелкайнд:
1. Орендар міг передати усі або частину своїх земель у користування іншій особі після досягнення п'ятнадцятирічного віку.
2. Землі не могли бути конфісковані короною за злочини.
3. На своїх землях землевласник міг встановлювати власні закони.
4. Вдови мали право на половину земельних володінь.

Гавелкайнд було поширено усією територією Англії в рамках звичаєвого права до нормандського завоювання, після якого Гавелкайнд було витіснено новими нормами феодального права. Ця система вижила тільки у Кенті як поступка Вільгельма Завойовника жителям графства.

## Гавелкайнд в Уельсі
В Уельсі особливістю землеволодіння було право спадкування земельних володінь усіма синами землевласника рівними частинами. Багато істориків вважають, що саме поступове зменшення розмірів та збільшення кількості земельних володінь призвело до послаблення валлійської держави у порівнянні з Англією, де усі землі спадкував старший син.

## Гавелкайнд в Ірландії
В Ірландії земельні володіння після смерті землевласника та його синів повертались до вихідного стану й розділялись між усіма іншими членами родини.
Under Brehon Law land was divided at the death of the holder amongst his sons. The Normans gave this Irish inheritance law the name Gavelkind due to its apparent similarity to Saxon Gavelkind inheritance in Kent.